# Vimanshäll
Vimanshäll är en stadsdel i Linköping. Vimanshäll består både av villor och radhus. Vimanshäll gränsar till Johannelund, Ekkällan, Ramshäll, Hejdegården och Berga.